# Busnago
Busnago är en ort och kommun i provinsen Monza e Brianza i regionen Lombardiet i Italien. Kommunen hade 6 785 invånare (2018).